# Delvenau
Die Delvenau (heute fälschlich auch: Stecknitz, obwohl die Stecknitz in die Trave mündet, in Karten oft: Stecknitz (Delvenau)) ist ein ca. 50 km langer Fluss im Kreis Herzogtum Lauenburg in Schleswig-Holstein. Sie entspringt bei Grambek und mündet bei Lauenburg/Elbe in die Elbe. Von der Niebuhrschleuse bis kurz vor Lauenburg bildet der Wasserlauf die Landesgrenze zu Mecklenburg-Vorpommern.
Der Name Delvenau geht auf das mittelniederdeutsche Wort delf für Graben zurück und wurde später umgedeutet.

## Stecknitzkanal

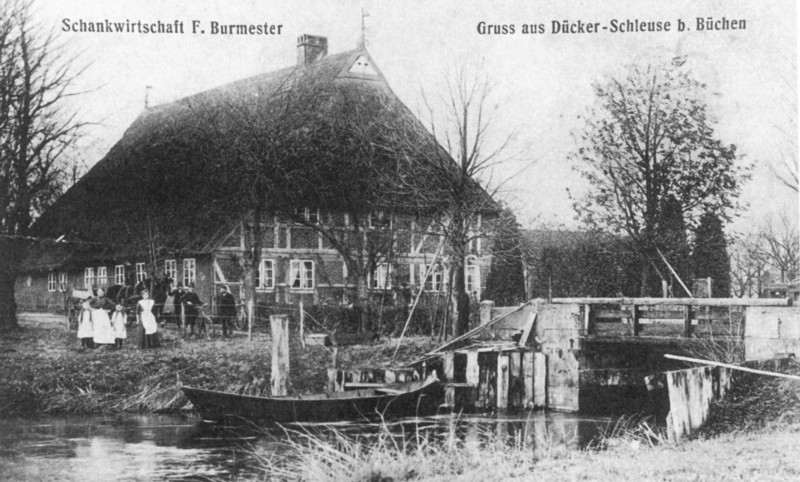
Dückerschleuse am Stecknitzkanal bei Witzeeze

Die Delvenau wurde bereits im Mittelalter als Stecknitzkanal reguliert und mit der in die Trave mündenden Stecknitz verbunden. Seit dem erneuten Ausbau Ende des 19. Jahrhunderts heißt der 62 km lange Schifffahrtsweg zwischen Elbe und Trave Elbe-Lübeck-Kanal. Während ihr Oberlauf vom Kanalneubau abgeschnitten wurde, blieb der Unterlauf der Delvenau mit zwei der alten Schleusen, der Dückerschleuse und der Palmschleuse, erhalten.
Da sich seit Bau des Stecknitzkanals der Name „Stecknitz“ auch für die nach Süden fließende Delvenau eingebürgert hat, verwenden amtliche Karten die Bezeichnung „Stecknitz (Delvenau)“.

## Historische Grenze
Seit 810 verlief der Limes Saxoniae entlang der Delvenau und bildete die Grenze zwischen den Sachsen und dem abodritischen Teilstamm der Polaben. Später verliefen entlang der Delvenau die Grenze zwischen dem Herzogtum Sachsen-Lauenburg und Mecklenburg und von 1945 bis 1990 auch die innerdeutsche Grenze.

## Naturschutz
Der mecklenburgische Uferbereich ist seit der 1990 erfolgten Ausweisung als Naturschutzgebiet Stecknitz-Delvenau gesetzlich geschützt. Ziel ist der Schutz und Erhalt des mäandrierenden Niederungsbaches sowie der angrenzenden Nass- und Feuchtwiesen sowie der Staudenfluren.